# Ховсеп Азнавур
Ховсеп Азнавур (на арменски: Հովսեփ Ազնավուր; на турски: Hovsep Aznavur) е османски архитект от арменски произход, изработил архитектурния план на българската църква „Свети Стефан“ в тогавашната османска столица Истанбул, днес Турция.

## Биография
Ховсеп Азнавур е роден на 21 май 1854 г. в британската столица Лондон в арменско семейство, но през 1867 г. семейството му се мести в Истанбул. Учи в Рим и става един от многото османски архитекти, учили в Европа. Негово дело изцяло или отчасти са много обществени и частни сгради в Истанбул, като Мъсър Апартманъ (Египетският апартамент) и тютюневата фабрика Джибали (Джибали Тютюн Фабрикасъ).
Ховсеп Азнавур играе и важна роля в обществения и политическия живот на арменската колония в Истанбул. Той е сред основателите на Сахманатраган Рамкавар, партията предшественик на либерално-демократичната Рамкавар Азатакан, една от трите големи арменски партии. След геноцида над арменците Азнавур напуска Истанбул и се заселва в Кайро, където продължава да се занимава с архитектура. Там умира на 15 май 1935 г.